# Liolaemus valdesianus
Liolaemus valdesianus este o specie de șopârle din genul Liolaemus, familia Tropiduridae, descrisă de Hellmich 1950. Conform Catalogue of Life specia Liolaemus valdesianus nu are subspecii cunoscute.